# Markku Slawyk
Markku Slawyk (* 8. Mai 1962 in Saarijärvi, Finnland) ist ein ehemaliger deutscher Hockeyspieler, er gewann 1984 mit der deutschen Hockeynationalmannschaft die olympische Silbermedaille.
Markku Slawyk ist in Finnland geboren, zog aber bereits 1966 mit seinen Eltern nach Deutschland und erhielt im selben Jahr die deutsche Staatsbürgerschaft. Er spielte bis 1986 für den RTHC Bayer Leverkusen und wechselte dann nach Hamburg zum Uhlenhorster HC. 1982 gewann er mit der deutschen Mannschaft bei der Juniorenweltmeisterschaft in Kuala Lumpur und debütierte im selben Jahr in der A-Nationalmannschaft. 1983 belegte er mit der deutschen Mannschaft den dritten Platz bei der Europameisterschaft in Amstelveen. Der Abwehrspieler war Stammspieler bei den Olympischen Spielen 1984 in Los Angeles, wo das Team erst im Finale gegen Pakistan verlor. Bei der Weltmeisterschaft 1986 in London gewann die deutsche Mannschaft Bronze, bei der Champions Trophy 1986 siegte Deutschland. Insgesamt wirkte Slawyk von 1982 bis 1987 in 96 Länderspielen mit, davon 12 in der Halle.
Nach seiner Karriere arbeitete Slawyk als Trainer, er ist Hamburger Landestrainer für Hockey. Er ist verheiratet mit der Hockeyspielerin Gaby Uhlenbruck.
Seit 2019 ist er Trainer der Jugendmannschaften des Crefelder HTC, seit Dezember 2023 berät und trainiert er die Jugendabteilung des TV Jahn Hiesfeld in Dinslaken.